# Кухари-Косьцельне
Кухари-Косьцельне (пол. Kuchary Kościelne) — село в Польщі, у гміні Рихвал Конінського повіту Великопольського воєводства.
Населення — 189 осіб (2011).
У 1975-1998 роках село належало до Конінського воєводства.

## Демографія
Демографічна структура станом на 31 березня 2011 року:
|          | Загалом | Допрацездатний вік | Працездатний вік | Постпрацездатний вік |
| -------- | ------- | ------------------ | ---------------- | -------------------- |
| Чоловіки | 88      | 23                 | 58               | 7                    |
| Жінки    | 101     | 17                 | 60               | 24                   |
| Разом    | 189     | 40                 | 118              | 31                   |